# Uglovaja Arszenalnaja torony

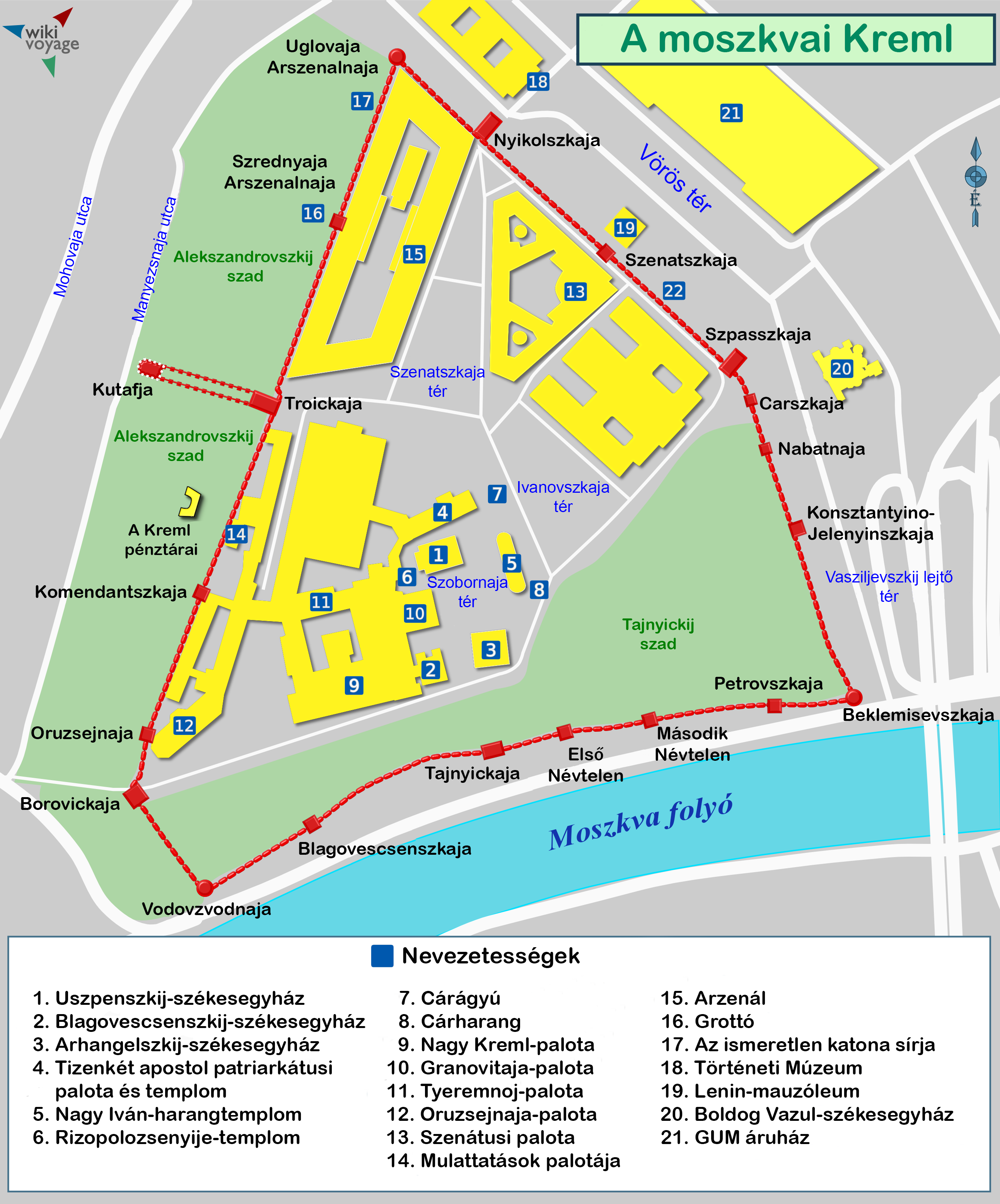
A Kreml látnivalóinak vázlatos térképe

Az Uglovaja Arszenalnaja torony (Угловая Арсенальная башня, magyarul Arzenál sarokbástya vagy -torony) a moszkvai Kreml fala által alkotott hozzávetőleges háromszög északi csúcsán található. Nevét a mögötte található, a 17. században épült Arzenál palotáról kapta. Korábban Собáкина (Szobakina) bástyának hívták; ennek az elnevezésnek az eredete vitatott. A torony alaprajza a Kreml háromszögének két másik csúcsán elhelyezkedő tornyokhoz, a Vodovzvodnaja és a Beklemisevszkaja toronyhoz hasonlóan kör alakú. (A Kreml falának összes többi tornya négyzetes alapokra épült).

## Leírása
Az Arzenál sarokbástyája a Kreml legerősebb, legtestesebb bástyája, 60,2 méter magas. Lezárta a Vörös tér felé néző északkeleti falat és az egykori Nyeglinnaja folyóra néző nyugati falszakaszt, ellenőrizte a Nyeglinnaja feletti egyik fontos átkelőt.
A hengeres torony lábazata fehér kőből készült. A falak vastagsága eléri a négy métert. A torony felső, keskenyebb része két szintes: az alsó hengeres, a felső nyolcszögű. A torony díszítményeit a 17. század végén kapta. A monumentális, szigorú hatású bástya a díszítmények ellenére bizonyos ellentétet mutat a Kreml épületegyüttesének sok elemével.

## Története
1492-ben épült Pietro Antonio Solari olasz építész irányításával. Mint a Kreml többi akkor épült tornya esetében is, az olasz építészek munkájában kimutathatók az itáliai párhuzamok, például Milánó és Brisighella korabeli tornyaival. A tervezés és építés során a kor legmodernebb hadászati elveit követték, úgy, hogy a bástya képes legyen erős ellenséggel szembeni hosszabb ellenállásra önállóan is, ha esetleg a tornyon kívüli várat el is foglalná az idegen katonaság. A bástya alapzatában például kutat is ástak, ami máig fennmaradt használható állapotban. A legfelsőbb szinten kialakított harci területen a bástya körerkélyének padlózatában nyílásokat (francia szakszóval mâchicoulis) alakítottak ki a lefelé irányuló tüzelés céljára. A torony belsejében a harcosok létrákon közlekedtek a szintek között, amiket szükség esetén fel lehetett húzni. A bástyából földalatti járat is indult, ami többek között a Troickaja bástyával közötte össze.
A torony igen szilárd építménynek bizonyult, a Kreml többi tornyaihoz képest alig szorult javításra. A 17. század végén a katonai támadás veszélyének csökkenésével a vár többi tornyához hasonlóan a bástya tetején lévő, védelmi jellegű faépítményeket dekoratív célú, cseréppel fedett, nyolcszögű sátortetős tornyocskára cserélték, a körerkély padlózatának nyílásait lezárták. A torony csúcsára az áttört díszítés fölé szélkakas került.
Az 1700-as évek elején, a nagy északi háború idején, svéd támadástól tartva, Nagy Péter cár parancsára még egyszer megerősítették a katonailag a tornyot, külső védművekkel látták el, környezetét alkalmassá tették korszerű ágyúk elhelyezésére; Moszkva elleni támadásra azonban végül nem került sor.
Ugyancsak Nagy Péter idején épült meg a bástya mögött a Kreml területén az Arzenál, amiről a torony (és a szomszéd Szrednyaja Arszenalnaja torony is) az új nevét kapta.
Napóleon oroszországi hadjárata idején a toronynak már nem volt védelmi szerepe. A francia csapatok távozásukkor Napóleon parancsára az egész Kremlt fel akarták robbantani. Az Arzenál északkeleti szárnyának felrobbantásakor szinte teljesen megsemmisült a Vodovzvodnaja torony, részben a Nyikolszkaja torony, az Első Névtelen torony és a Petrovszkaja torony. Megsérült az Uglovaja Arszenalnaja torony is, repedések keletkeztek benne, és a csúcsát díszítő sátortető is lerepült. Ezt a bástyát azonban nem kellett az alapjaitól újjáépíteni, elegendő volt a kijavítása. Ez 1817-18-ban, a fennmaradt tervrajzok alapján, a 17. század végi állapotnak megfelelően végezték el.
A 19. században a tornyon további kisebb-nagyobb javításokat végeztek, majd 1894-ben belsejét alkalmassá tették a moszkvai kormányzóság archívumának elhelyezésére. A szovjet időkben kisebb javítások mellett komolyabb régészeti feltárásokat is végeztek a Kreml területén, ennek keretében ennek a bástya kútjában 15. századi sisakok, páncélingek és kengyelek maradványait találták meg.
Az eddigi utolsó nagyobb munkálatokra 2015-ben került sor, amikor is főleg kozmetikai jellegű javításokat végeztek, felújították a torony díszítményeit. 

## Fordítás
- Ez a szócikk részben vagy egészben  a(z)   Угловая Арсенальная башня című orosz Wikipédia-szócikk ezen változatának fordításán alapul.  Az eredeti cikk szerkesztőit annak laptörténete sorolja fel. Ez a jelzés csupán a megfogalmazás eredetét és a szerzői jogokat jelzi, nem szolgál a cikkben szereplő információk forrásmegjelöléseként.

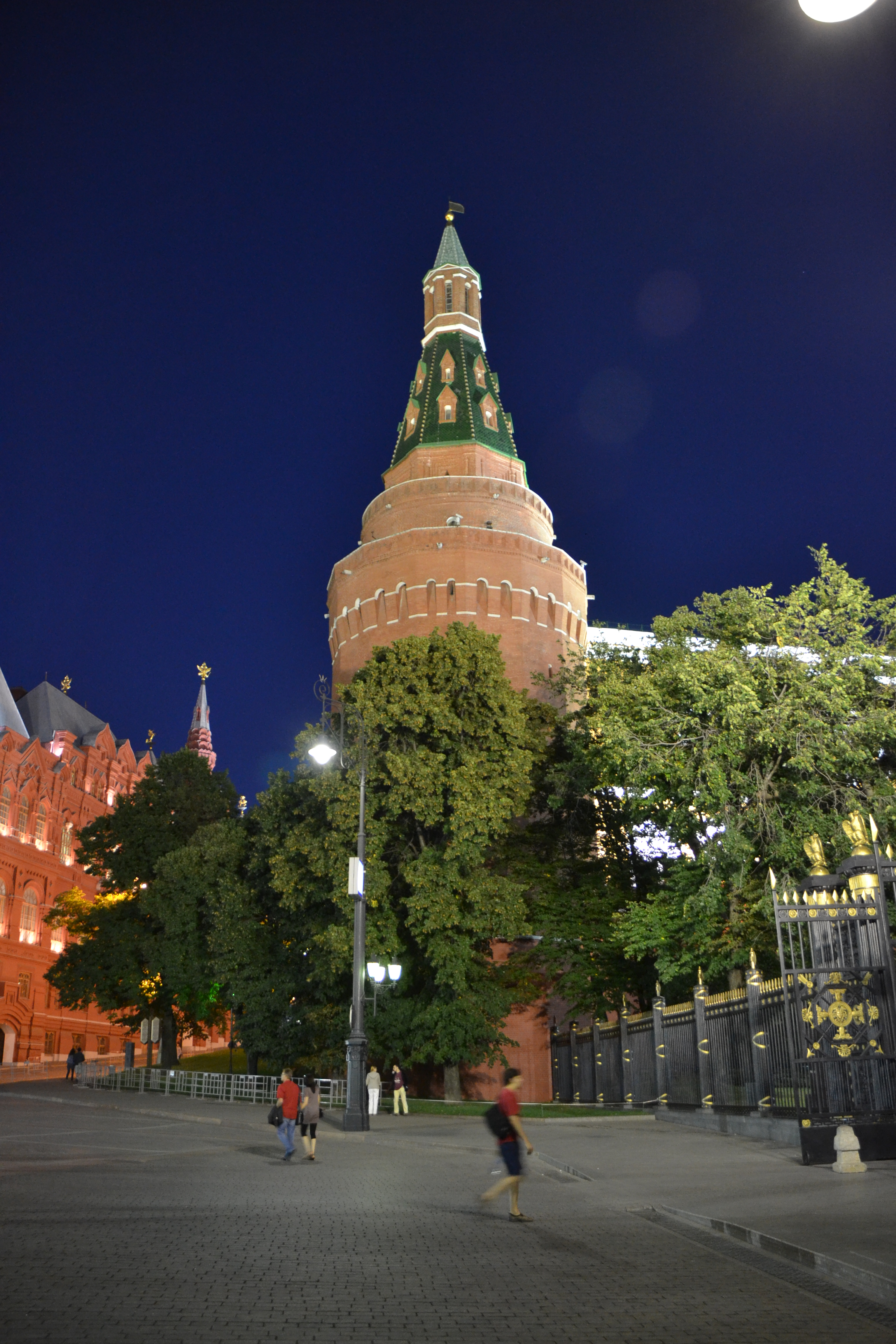
A torony esti képe